# CrossOver
CrossOver（在6.0版本以前称为CrossOver Office）是多款由CodeWeavers开发的商业及授权软件的合称，它们通过使用兼容层来允许基于Windows的软件在Linux、macOS及Chrome OS（Beta支持）系统中运行。这套程序包括CrossOver Mac, CrossOver Linux, CrossOver Chrome OS Beta。
CrossOver基于Wine软件开发，因此使用了与后者相似的开源协议。CodeWeavers公司将其对于Wine的修改公开发布，并且分享CrossOver软件的源代码。